# Ghoukas Choubarian
Ghoukas Choubarian (in armeno Ղուկաս Չուբարյան?) (Erevan, 16 giugno 1923 – Erevan, 23 marzo 2009) è stato uno scultore armeno, proclamato Artista del Popolo dell'Armenia.
È autore di numerose opere divenute in seguito simboli di Erevan.
Chubaryan divenne famoso nel 1968, quando la sua opera in basalto, rappresentante il santo Mesrop Mashtots col suo allievo Koryun (gruppo scultoreo considerato il suo capolavoro), fu collocata di fronte al Matenadaran.
Uno degli artisti armeni più importanti dell'epoca sovietica (successivo al periodo staliniano), Chubaryan realizzò anche gli ornamenti decorativi del Palazzo del Governo negli anni '50, e la facciata del Teatro dell'Opera di Erevan negli anni '80. Realizxò anche i monumenti commerativi dedicati al poeta nazionale Hovhannes Tumanjan (uno presente nella città natale di Dsegh, l'altro di fronte al museo dedicatogli presso la capitale) e quelli per il musicista Aleksandr Spendjarov (il primo in Piazza del Teatro d'Opera e un secondo di fronte alla scuola musicale omonima).